# Canarium parvum
Canarium parvum är en tvåhjärtbladig växtart som beskrevs av Leenh.. Canarium parvum ingår i släktet Canarium och familjen Burseraceae. Inga underarter finns listade i Catalogue of Life.